# Pieprz czarny

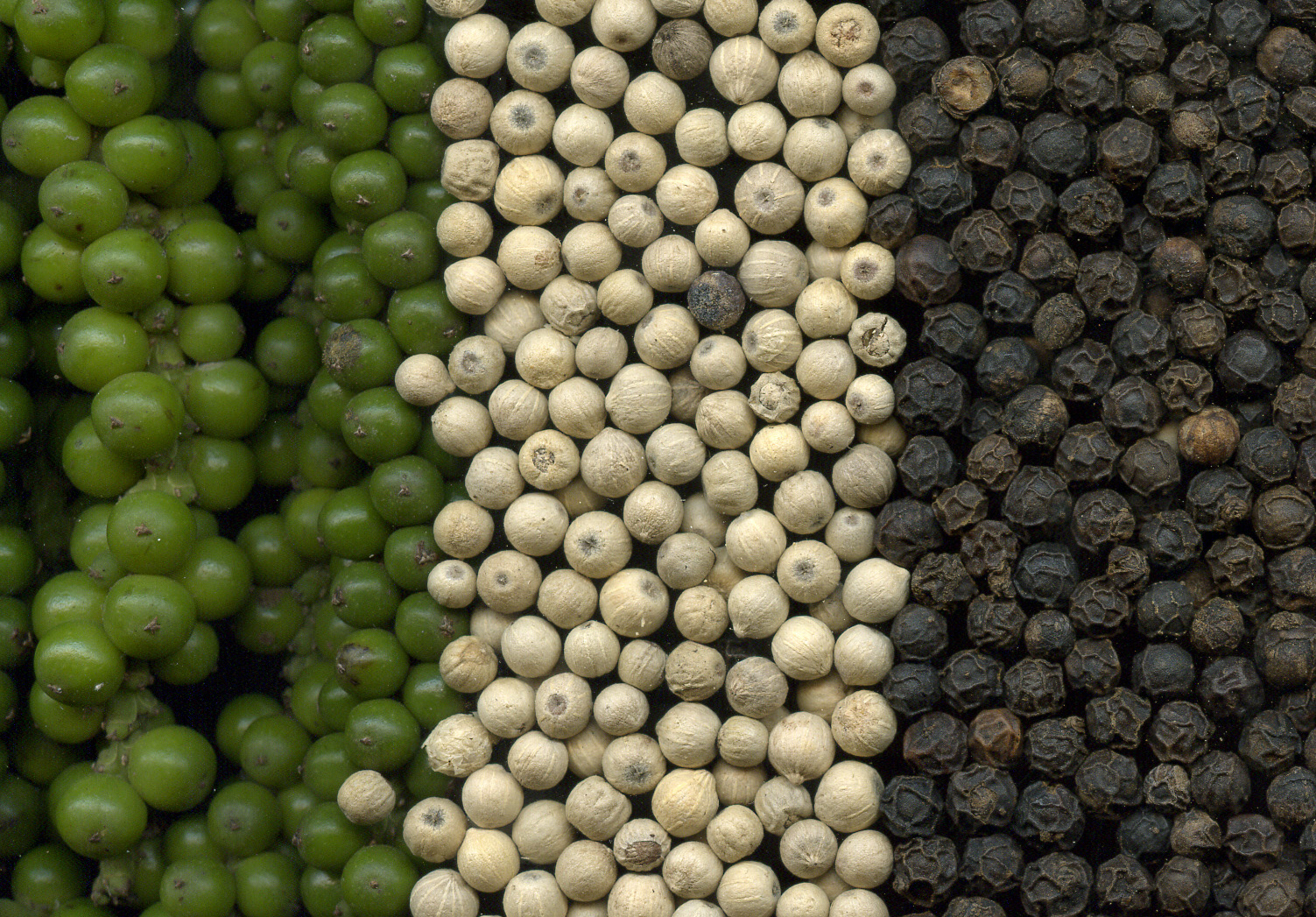
Rodzaje przyprawy

Pieprz czarny (Piper nigrum L.) – gatunek rośliny z rodziny pieprzowatych. Wywodzi się z południowo-wschodnich Indii, jest uprawiany w wielu krajach strefy tropikalnej. Pieprz czarny uprawiany jest jako roślina użytkowa w tropikalnych rejonach o klimacie gorącym i wilgotnym. Uprawia się go dla owoców (pestkowców), z których otrzymuje się znany pieprz przyprawowy. Znany jest także od dawna jako roślina pokojowa.

## Morfologia
PokrójTropikalne pnącze o drewniejących dolnych częściach. Osiąga do 15 m wysokości, zarówno pień jak i rozgałęzienia są zgrubiałe w węzłach. Łodygi, zdrewniałe u nasady, osiągają długość 7 m i mają liczne, wyrastające w węzłach korzenie powietrzne, które łatwo zakorzeniają się w ziemi.
LiścieNieco skórzaste, zimozielone, trochę jaśniejsze pod spodem, długości około 8 cm, ogonkowe, jajowate z sercowatą podstawą, ostro zakończone.
KwiatyZebrane w kłosowate kwiatostany o długości 8-10 cm, składa się z malutkich, bezszypułkowych kwiatów bez okwiatu. Kwiaty drobne, seledynowobiałe, o dwóch pręcikach i jednym słupku, zagłębionym w jamie szypułki okrytej zielonkawą przysadką.
OwocePestkowce początkowo zielone, później czerwonawe lub żółtoczerwonawe i w końcu czarne. Owoce są kuliste, o średnicy 0,5 cm zebrane po 20-30 w owocostan. Nasiono, będące właściwą przyprawą, okryte jest cienką, mięsistą warstwą owocni.

## Biologia i ekologia
Roślina tropikalna i subtropikalna, najlepiej rośnie i plonuje na wilgotnych, próchniczych glebach w pobliżu wybrzeży morskich (w wysokiej wilgotności powietrza). Kwitnie przez cały rok. Owocuje już w 2-5 roku uprawy i przez następne 40 lat.

## Zastosowanie
Z owoców pieprzu czarnego sporządzana jest przyprawa zwana pieprzem. U większości odmian duża zawartość olejków eterycznych i alkaloidu piperyny nadaje charakterystyczny, palący smak.
- Ze względu na sposób otrzymywania przyprawę dzieli się na co najmniej trzy rodzaje:
  - pieprz czarny – z owoców niedojrzałych, suszonych i fermentowanych[6],
  - pieprz biały – łagodniejszy, z dojrzałych owoców, które krótko się gotuje, moczy w wodzie morskiej i suszy na słońcu lub suszarni. Po tych zabiegach usuwana jest zewnętrzna warstwa owocni[3][6],
  - pieprz zielony – niedojrzałe zielone nasiona suszone na słońcu, liofilizowane, marynowane w kwasie octowym lub mlekowym albo konserwowane solanką.

Pieprzu czerwonego nie otrzymuje się z tej rośliny, lecz z południowoamerykańskiego schinusa peruwiańskiego.

### Uprawy
Pieprz czarny uprawiany jest w południowych Indiach, Malezji, na Półwyspie Malajskim, Nowej Gwinei, w tropikalnej i południowej Afryce oraz na Antylach i w Brazylii. Pieprz rozmnaża się wyłącznie przez sadzonkowanie.